# Gare d'Ontario
La gare d'Ontario est une gare ferroviaire des États-Unis, située sur le territoire d'Ontario dans l'État de Californie.

## Service des voyageurs

### Accueil
Un abri pour les passagers est construit par la ville en 1991.

### Desserte
Elle est desservie par des liaisons longue-distance Amtrak :
- le Sunset Limited: Los Angeles - Orlando
- le Texas Eagle: Los Angeles - San Antonio - Chicago

Les deux trains sont combinés entre Los Angeles et San Antonio. Il y a trois services dans chaque sens par semaine.